# 市場顛覆
市場顛覆（英語：Market Cannibalization、Market Cannibalism、Corporate Cannibalism）是削減產品價格或將新產品引入已建立產品類別市場的做法。如果一家公司正在實施品牌替換，那麼它就會被視為在吞噬自己公司的市場，並希望在此過程中獲得更大的份額。比如新推出的B產品蠶食原先較早建立的A產品市場份額，那麼兩者通常會是來自同一家公司。在這種情況下，兩種產品都屬於同一類別的產品。這種情況可能會對公司的純利產生積極或消極的影響，可能是偶然，也可能是故意的，在這種情況下通常被稱為「蠶食策略」。